# U字工事のShake-Hands!
『U字工事のShake-Hands! 大田原市民7万6千人と握手の旅!?』（ゆーじこうじのシェイクハンズ おおたわらしみんななまんろくせんにんとあくしゅのたび）は、2014年7月3日から9月25日まで5いっしょ3ちゃんねる加盟各局で放送されていた、とちぎテレビ制作のバラエティ番組である。

## 概要
栃木県大田原市に縁のある、U字工事の冠番組である（ラジオやBS放送での冠番組は過去にあるが、地上波テレビ放送での冠番組はこれが初めてとなる）。益子・福田ともに大田原市内の栃木県立大田原高等学校を卒業しており、益子は大田原市との合併前の旧黒羽町出身である。番組制作にはとちぎテレビのほかに、制作協力として大田原市も参加しており、実際に当番組の番組制作経費として予算を計上している。
内容としては、2人がお世話になった大田原市を訪れ、市民と握手をするものである。これは、大田原市のゆるキャラである与一くんの噂である「与一くんと握手すると一矢必中（いちやひっちゅう）のご利益がある」という云われが基となっている。ただし最初の握手となったのは大田原市民ではなく、福田の出身校である西那須野町立三島中学校（現：那須塩原市立三島中学校）を卒業した、那須塩原市在住で大田原市で勤務する警備員であった。
握手に来てほしい場所などは番組ホームページでの募集のほか、初回放送での作戦会議で実際に使用した道の駅那須与一の郷内にあるホワイトボードでも受け付けている。番組の最後には、大田原市のイベントや観光情報を紹介する「与一くんの一矢必中インフォメーション」というコーナーがあり、大田原市の宣伝にもなっている。
なお、当番組開始前の2014年4月-6月は、佐野市の関連番組である『ダイアモンド☆ユカイとユカイなラーメン研究所』が3ヶ月間限定で放送されていたが、当番組も7月-9月の3ヶ月間限定で放送される。なお、2014年10月からは新たにU字工事が出演する栃木県内のロケ番組として『U字工事の産地直送!ふれあいマーケット』が同じ木曜23時台で放送されるが、5いっしょ3ちゃんねる同時ネット枠は廃止となり、とちぎテレビ・群馬テレビのみ同時ネットで、首都圏トライアングル3局は別々の放送時間に放送される。

## 出演者
- U字工事（大田原ふるさと大使）
- 与一くん（大田原市観光協会のゆるキャラ）
- 吉田愛梨（とちぎテレビアナウンサー、番組内では「あいべぇ」と呼ばれている）
- だいまじん（大田原ふるさと大使） - ナレーションを担当

## コーナー
卓郎のキラリ男星
益子のCD「男星」に乗せて、その週のベストプレーヤー/プレーを紹介。
ハーイ!U字工事
やべっちFCのパロディコーナー。これまでにセルジオ越後、水沼貴史らが登場。
教えて○○選手
U字工事とゲスト選手のQ&Aトーク。

## 出来事・ゲスト
飛び入りゲストでバッファロー吾郎、サンドウィッチマンらが登場し、U字工事との絡みを見せた。またU字工事が休みの日には、スギ。（インスタントジョンソン）が代役を担当していた。
この番組のメインプロデューサーである高野さんは、U字工事のネタで使われたことがある。

## 放送局と放送時間
放送期間中の2014年7月は各地で高校野球県予選関連番組を編成することや、7月18日-29日には5いっしょ3ちゃんねる共同制作で23時台に『第85回都市対抗野球大会ダイジェスト』を放送のため、大幅に時間変更が発生する。
| 放送対象地域 | 放送局                          | 放送期間               | 系列                            | 放送日時                          | 備考                        |
| ------------ | ------------------------------- | ---------------------- | ------------------------------- | --------------------------------- | --------------------------- |
| 栃木県       | とちぎテレビ （GYT） （制作局） | 2014年7月3日 - 9月25日 | 独立協 （5いっしょ3ちゃんねる） | 木曜 23:00 - 23:30 （同時ネット） | 再放送は月曜日20:00 - 20:30 |
| 群馬県       | 群馬テレビ （GTV）              | 2014年7月3日 - 9月25日 | 独立協 （5いっしょ3ちゃんねる） | 木曜 23:00 - 23:30 （同時ネット） |                             |
| 埼玉県       | テレビ埼玉 （TVS）              | 2014年7月3日 - 9月25日 | 独立協 （5いっしょ3ちゃんねる） | 木曜 23:00 - 23:30 （同時ネット） |                             |
| 千葉県       | 千葉テレビ （CTC）              | 2014年7月3日 - 9月25日 | 独立協 （5いっしょ3ちゃんねる） | 木曜 23:00 - 23:30 （同時ネット） |                             |
| 神奈川県     | テレビ神奈川 （tvk）            | 2014年7月3日 - 9月25日 | 独立協 （5いっしょ3ちゃんねる） | 木曜 23:00 - 23:30 （同時ネット） |                             |